# Voyage à Cythère
Pour plus de détails, voir Fiche technique et Distribution.
Voyage à Cythère (Ταξίδι στα Κύθηρα (Taxídi sta Kýthira) est un film grec réalisé par Theo Angelopoulos, sorti en 1984.

## Synopsis
Alexandre (Giulio Brogi), metteur en scène, est à la recherche d'un vieil acteur. Il le trouve chez un vendeur de légumes. Le film peut commencer. Alexandre accueille son père Spyros (Manos Katrakis), ancien résistant, de retour d'URSS après trente-deux années d'exil forcé. L'amnistie a en effet été prononcée après la chute de la dictature des colonels en 1974. Spyros retrouve sa femme, Katerina (Dora Volanaki). Puis il retrouve son village, sa maison et quelques anciens camarades. Mais Spyros a beaucoup de mal à comprendre le temps écoulé. L'idée-même du retour qu'il a chérie durant 32 ans est devenue intangible. Seule son épouse semble le comprendre.
Cythère, l'île grecque située au sud du Péloponnèse, est représentée ici sous son évocation mythique. Le film se déroule en réalité en hiver, dans un village de la Macédoine grecque, lieu de naissance du vieux communiste. Dans la mythologie grecque, Cythère est l'île où s'accomplissent les rêves de bonheur. Comme Télémaque, le fils d'Ulysse, Alexandre s'interroge sur la quête de son père. C'est aussi un voyage dans les pages sombres de l'histoire de Grèce, où s'interpose le mythe.

## Fiche technique
- Titre : Voyage à Cythère
- Titre original : Ταξίδι στα Κύθηρα (Taxídi sta Kýthira)
- Réalisation : Theo Angelopoulos
- Scénario : Theo Angelopoulos avec Thanásis Valtinós et Tonino Guerra, d'après une idée de Théo Angelopoulos et Pierre Baudry
- Directeur de la photographie : Yórgos Arvanítis
- Décors : Mikes Karapiperis (assisté de Nikos Papatakis et Nikos Triandaphillopoulos (el))
- Costumes : Giorgos Ziakas
- Son : Thanassis Arvanitis (assisté de N. Kittou et Nikos Achladis)
- Musique : Eléni Karaïndrou
- Montage : Yorgos Triantafyllou (assisté de Dimitris Veinoglou)
- Production : Centre du cinéma grec, Theo Angelopoulos, ZDF, Channel 4, RAI, ERT
- Pays d'origine : Grèce
- Format : couleurs - 1,33:1 - mono - 35 mm
- Genre : drame
- Durée : 137 minutes
- Date de sortie : 1984

## Distribution
- Manos Katrakis : Spyros
- Giulio Brogi : Alexandre
- Dora Volanaki : Katerina, épouse de Spyros
- Mairi Hronopoulou (el) : Voula [réf. souhaitée]
- Dionysis Papayannopoulos (en) : Antonis
- Giorgos Nezos (el) : Panayiotis
- Athinodoros Prousalis (en) : chef de la police
- Michalis Yannatos (en) : officier garde-côtes
- Vassilis Tsaglos (el) : président du syndicat des dockers
- Despina Geroulanou : épouse d'Alexandre
- Tassos Saridis : soldat allemand

## Récompenses
- Prix du scénario et prix FIPRESCI au Festival de Cannes 1984.
- Prix national du meilleur film, du meilleur scénario et du meilleur rôle masculin (Manos Katrakis) et du meilleur rôle féminin (Dora Volanaki) en 1984.
- Prix de la critique au Festival du cinéma de Rio de Janeiro de 1984.